# Strophocerus
Strophocerus is een geslacht van vlinders van de familie tandvlinders (Notodontidae).

## Soorten
- S. albonotata Druce, 1909
- S. cossoides Schaus, 1904
- S. chliara Draudt, 1932
- S. flocciferus Möschler, 1883
- S. olivescens Schaus, 1905
- S. orbipunctata Dognin, 1910
- S. punctulum Schaus, 1911
- S. rectilinea Dognin, 1908
- S. sericea Schaus, 1906
- S. striata Druce, 1909
- S. thermesia Felder, 1874